# Geschichte der Tonwarenindustrie in Velten

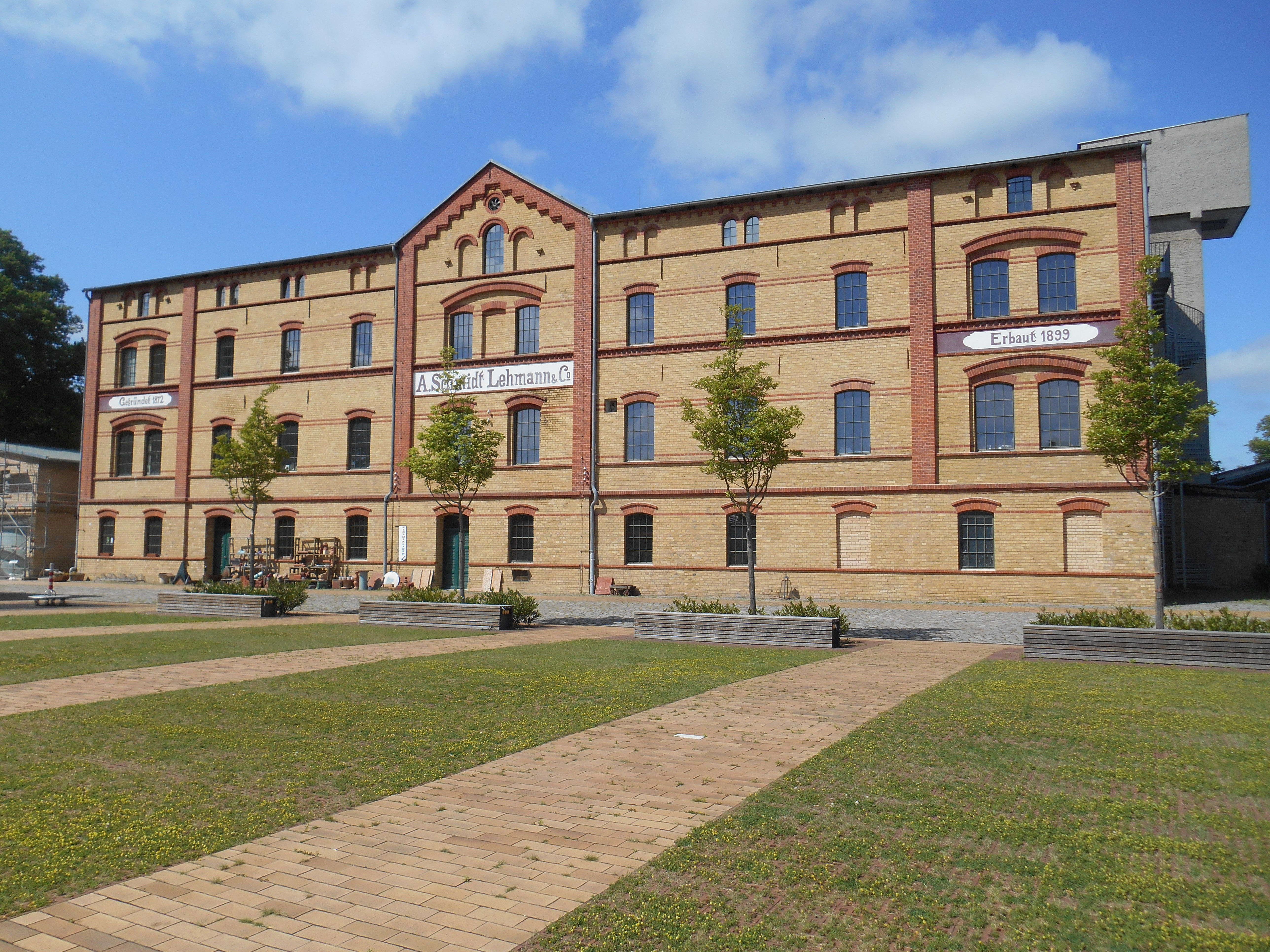
Ofen- und Keramikmuseum in der Wilhelmstraße 32

Die Geschichte der Tonwarenindustrie in Velten zeigt den Aufschwung und Niedergang der Tonwarenindustrie in der brandenburgischen Stadt Velten.

## Ausgangslage

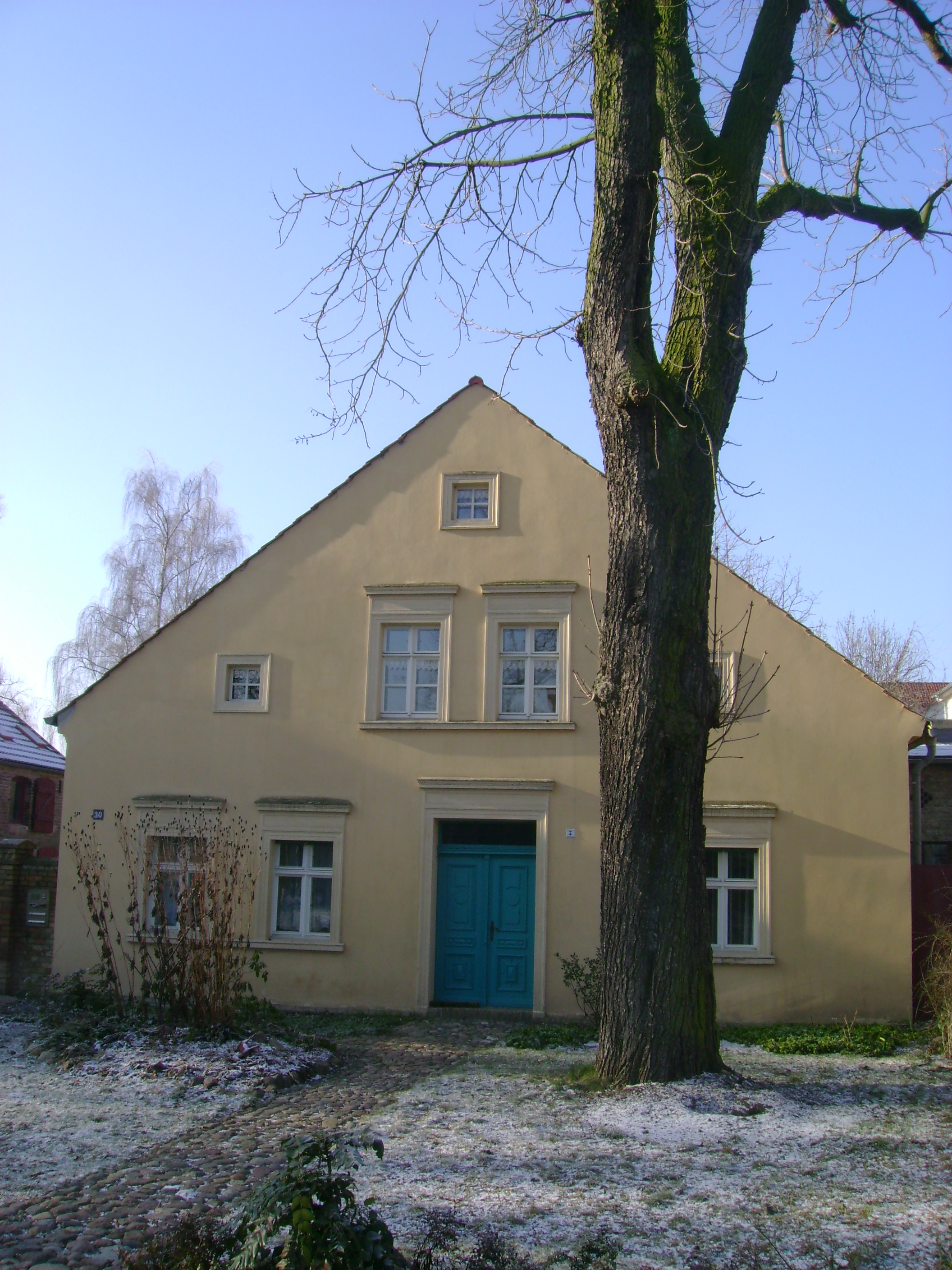
Denkmalgeschütztes Märkisches Mittelflurhaus in Velten

Am Anfang des 19. Jahrhunderts war Velten ein reines Ackerdorf mit rund 300 Einwohnern und dem für diese Gegend typischen Anger, um den sich zwölf Hofwirtschaften und die Dorfkirche herumgruppierten. Das typische Gebäude dieser Zeit war das Märkische Mittelflurhaus aus Lehmwänden und mit Schilfrohr gedeckt.

## Die Tonvorkommen als Ausgangspunkt
Die Tonvorkommen westlich von Velten in den so genannten Pötterbergen waren schon seit dem Mittelalter bekannt und wurden sporadisch abgebaut. Die Bauern, auf deren Land sie sich befanden, hatten keine besonderen Kenntnisse im Tonabbau, so dass die Ausbeute gering blieb. Den Ton verkauften sie an Töpfereien in der Umgebung und nach Berlin. Auch Ziegelbäcker und -brenner waren auf ihn angewiesen. Der Ton wurde vor der Weiterverarbeitung in einer Tonschlämme gesiebt und gereinigt. Seit 1833 hatte sich die Firma Friedrich Blumberg auf dieses Verfahren spezialisiert. Aufgrund der hohen Nachfrage entstand 1840 eine zweite Schlämmerei, die von Christian Krause. In dieser Zeit fuhr man den fertigen Ton mit Pferdefuhrwerken zur Havel bei Hohenschöpping und lud ihn auf Schiffe um. Von hier brachte man ihn zur Feilnerschen Ofenfabrik in Berlin. Der Unternehmer Tobias Christoph Feilner hatte eine weiße Emailglasur entwickelt, die sich besonders gut mit Ofenkacheln aus Veltener Ton verband. Grund dafür war der hohe Kalkgehalt und die richtige Schwindung des Tons nach dem Brennen. Mit diesen weißen Schmelzkacheln, in klassizistisch strenger Tradition, stellte Feilner den weißen Berliner Schmelzkachelofen her, ein Verkaufsschlager der damaligen Zeit.

## Die ersten Ofenfabriken

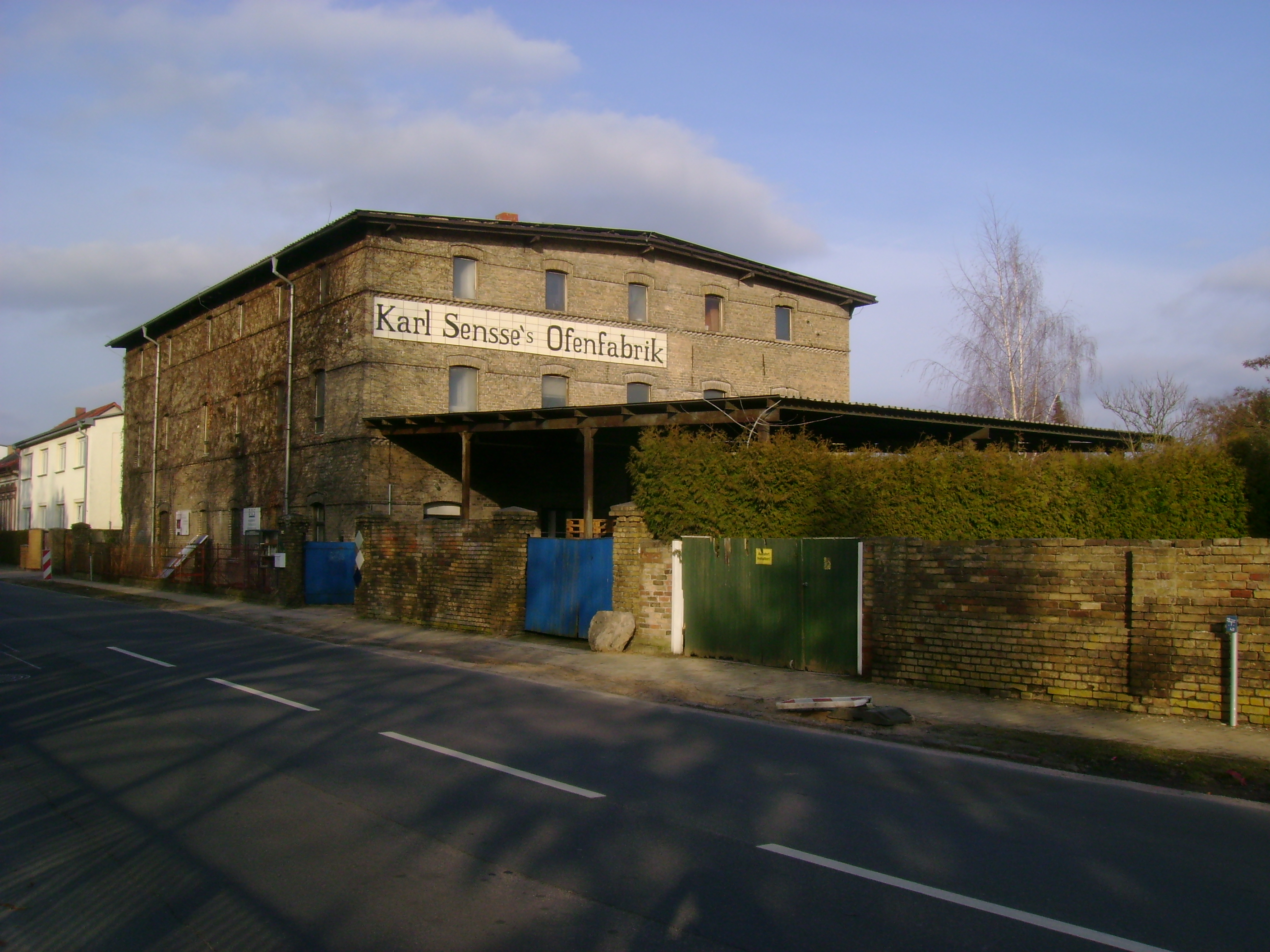
Gebäude der ehemaligen Karl Sensse Ofenfabrik, gegründet 1886, in der Wilhelmstraße 1b

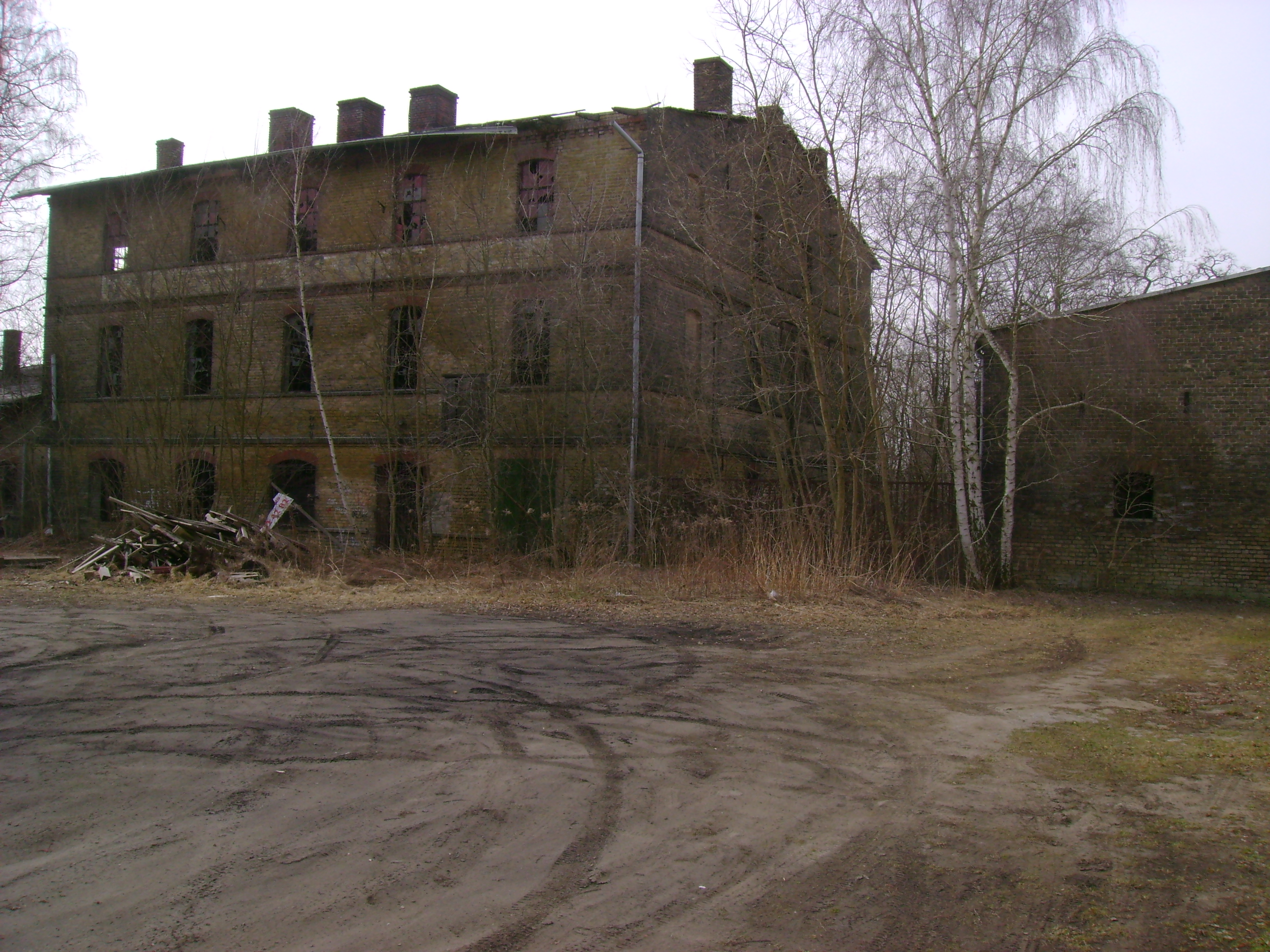
Das denkmalgeschützte Gebäude der 1949 stillgelegten Ofenfabrik Netzband & Co. (2011)

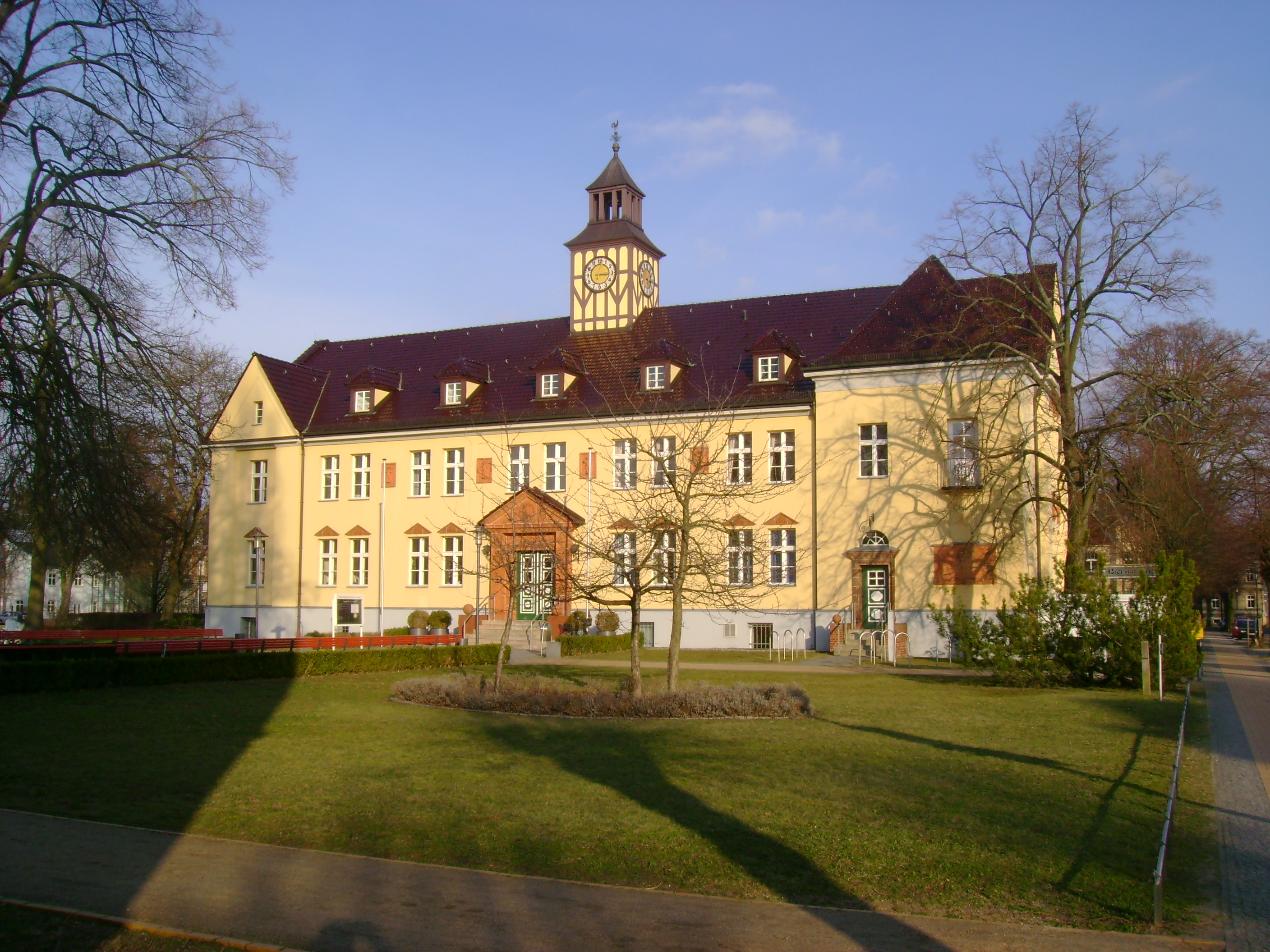
Rathaus Velten, 1922 aus einem ehemaligen Elektrizitätswerk umgebaut. Der Terrakotta Schmuck am Hauptportal und über den Fenstern wurde von der Richard Blumenfeld AG gebrannt.

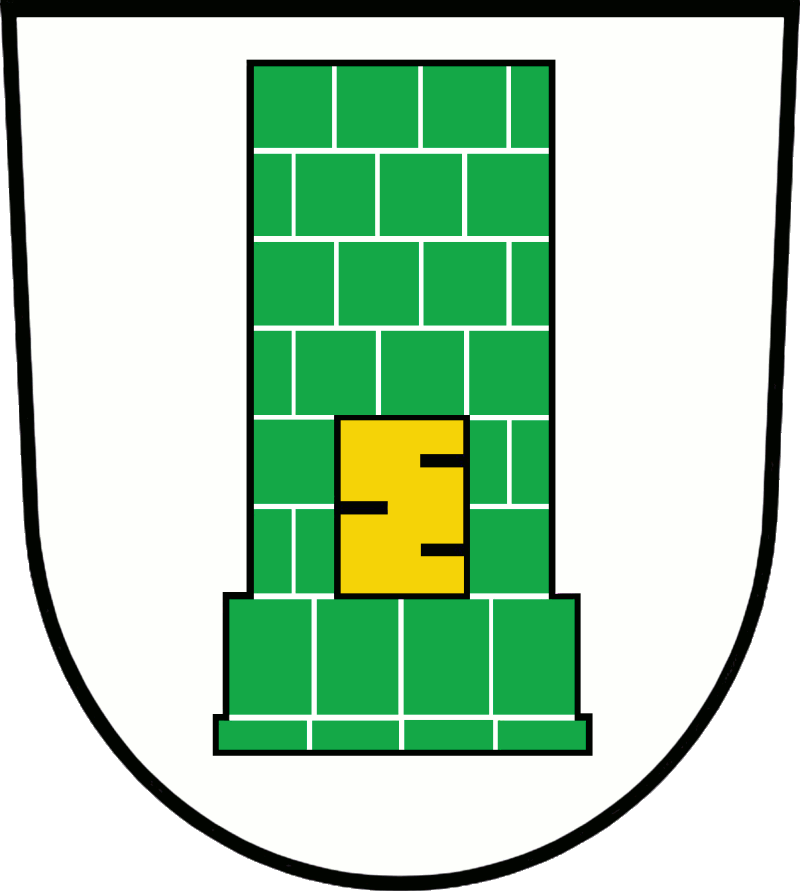
Wappen der Ofenstadt Velten

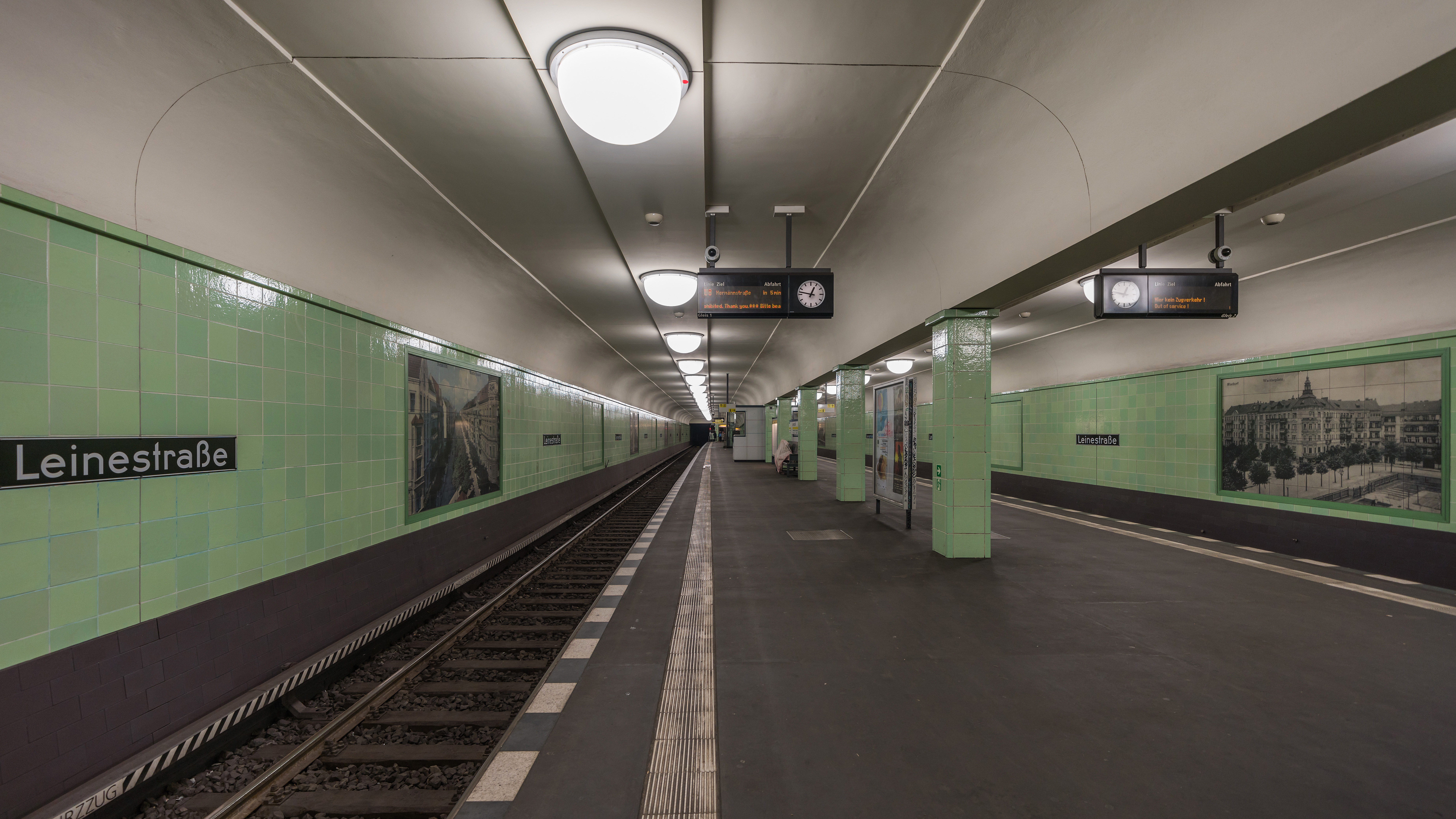
Die Wandfliesen des 1929 eröffneten U-Bahnhof Leinestraße in Berlin stammen von der Richard Blumenfeld Veltener Ofenfabrik AG.

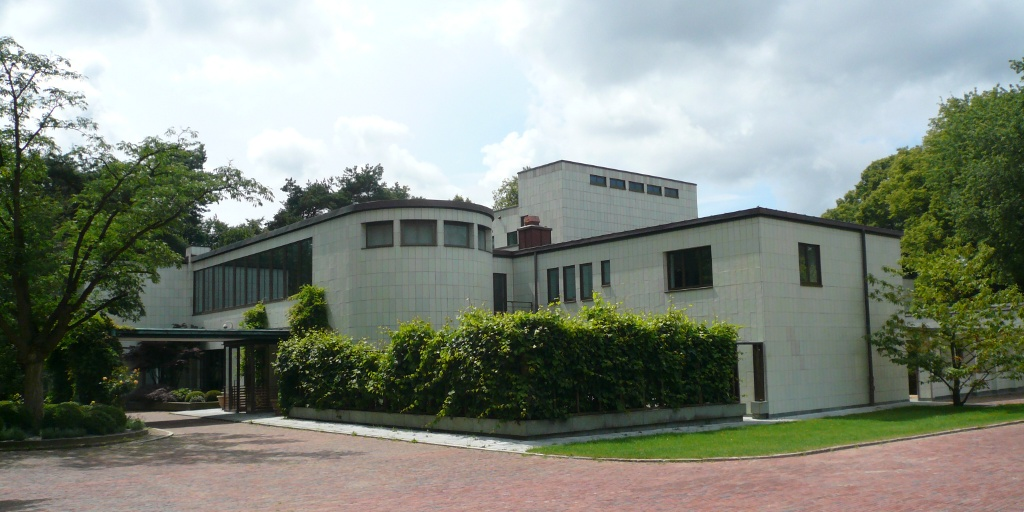
Das Anfang der 1930er Jahre gebaute Haus von Philipp Fürchtegott Reemtsma, mit Keramikplatten der Richard Blumenfeld Veltener Ofenfabrik AG

Am 7. Juli 1835 genehmigten die Behörden die Pläne des Maurermeisters Johann Ackermann, auf dem Grundstück Breite Straße 35 (heute 46 (Lage)) ein Thonwaaren-Fabrik-Etablissement zu errichten. Drei Jahre später beschäftigte die Fabrik 12 Töpfer sowie 15 Arbeiter und stellte 300 weiße Berliner Öfen her. Auch 12.000 Ziegelsteine kamen zur Auslieferung. Durch den wirtschaftlichen Erfolg aufmerksam geworden, entstanden weitere Ofenfabriken:
- 1843 auf dem Gelände Breite Straße 33–34 die Ofenfabrik Wartenberg (Lage),
- 1858 auf dem Grundstück Breite Straße 5 die Ofenfabrik F. Könnecke und
- 1860 auf dem Areal Friedrichstraße 31 (heutige Rosa-Luxemburg-Straße) die Ofenfabrik Eckhard, Rheins, Fläming & Spindler.

Bis 1865 produzierten in Velten zwölf Ofenfabriken Ofenkacheln im Format 8 Zoll × 9 Zoll (21 cm × 23,5 cm) in unterschiedlichen Farben und Qualitätsstufen. Der Preis für einen weißen Berliner Ofen betrug 24 Taler. Da in den Tonvorkommen auch Ton schlechterer Qualität auftrat, stellten viele Ofenfabriken als Nebenprodukt Ziegelsteine her. Später entstanden auch mehrere reine Ziegeleien, die hauptsächlich den gelben Verblender herstellten. Praktischerweise wurden einige gleich vor Ort zum Aufbau neuer Ofenfabriken verwandt.

## Von derGründerzeitbis zur Jahrhundertwende
Als zweite Straße in Velten entstand die Viktoriastraße, die ab 1858 bebaut wurde. Weitere kamen hinzu, so z. B. die Friedrichstraße (heutige Rosa-Luxemburg-Straße), die Kochstraße, die Bergstraße und die Wilhelmstraße. Die Bauern, denen das Land gehörte, wurden schnell reich und gründeten teilweise selbst Ofenfabriken. Diese veränderten das Ortsbild rasch. An der Breiten Straße entstanden neben zehn Ofenfabriken auch mehrere Fabrikantenhäuser mit prachtvollen Stuckfassaden, die die Veltener Töppervillen nannten. Die Zahl der Wohnhäuser stieg von 1859 bis 1894 von 69 auf 351 in denen knapp unter 7000 Einwohner lebten. Auch in den umliegenden Dörfern Marwitz, Bötzow, Eichstädt, Vehlefanz und Hennigsdorf lebte der Großteil der Menschen von der Veltener Ofenindustrie.
Nach dem gewonnenen Deutsch-Französischen Krieg kam es von 1871 bis 1873 aufgrund der französischen Reparationszahlungen zu einem Bauboom im Deutschen Reich, der auch die Ofenindustrie beflügelte. Zwischen 1871 und 1878 entstanden 17 neue Ofenfabriken – darunter mit dem Unternehmen A. Schmidt, Lehmann & Co. (Lage) die einzige heute noch in Velten produzierende Ofenfabrik.
Im Jahr 1894 wuchs der Bestand auf 34 Ofenfabriken mit mehr als 2000 Beschäftigten, die um die 60.000 Kachelöfen produzierten. Der weiße Berliner Schmelzkachelofen war immer noch das Hauptprodukt, da er andernorts nicht in dieser guten Qualität hergestellt werden konnte. Inzwischen kostete er 72 Mark. Der Hauptabsatzmarkt war das nahe gelegene Berlin, in das die Ware mit Pferdefuhrwerken gebracht wurde. Deutschlandweit und bis in das Russische Reich brachte man die Kacheln per Schiff von der Havel bei Hohenschöpping aus.
Am Ende des 19. Jahrhunderts arbeiteten die Arbeiter in der Regel elf Stunden am Tag, sechs Tage in der Woche. Dazu kam, dass die Arbeit durch Tonstaub und giftige Glasuren mit Bleianteil gesundheitsgefährdend war. Nach einem Streik mit mehr als 1000 Arbeitern sank die tägliche Arbeitszeit auf zehn Stunden. Der Akkordlohn betrug 2,95 Mark für 100 Kacheln und 4,80 Mark für 100 Ecken.

## Der Höhepunkt
Die letzten drei Veltener Ofenfabriken entstanden zu Beginn des 20. Jahrhunderts. Es waren die
- Ofenfabrik Netzband & Co in der Kreisbahnstraße 8 (Lage)
- Ofenfabrik Hermann Gustav Zirner in der Breiten Straße 1a (Lage)
- Genossenschaftsbetrieb H. Lehmann & Co in der Viktoriastraße 35 (Lage)

Die Ofenfabrik Blumenfeld, unter der Leitung von Richard Blumenfeld, wurde 1905 zur ersten Aktiengesellschaft aller Veltener Ofenfabriken umgewandelt. In diesem Jahr erreichten die Veltener Ofenfabriken mit 100.000 produzierten Öfen ihren Höhepunkt.

## Der Niedergang

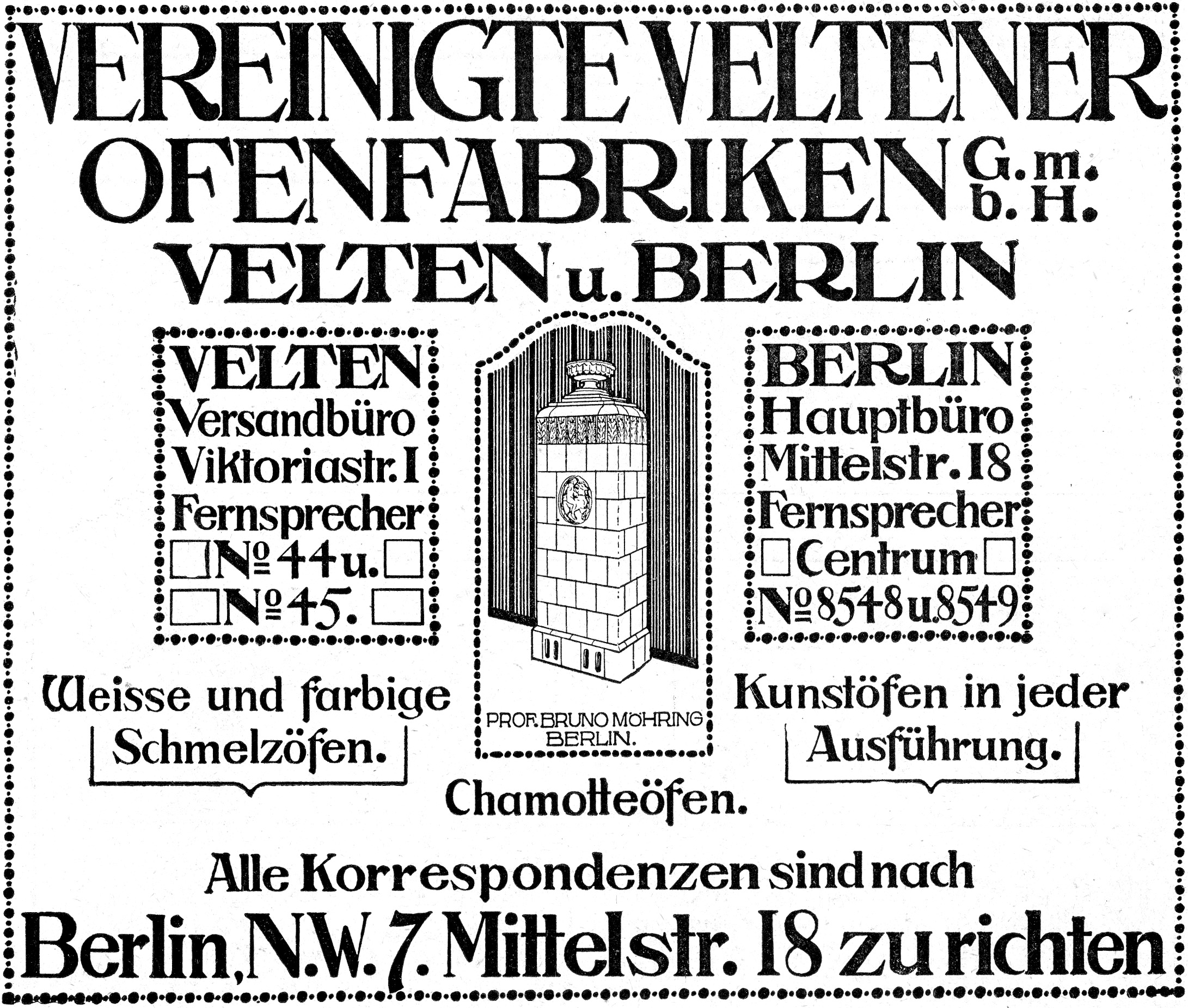
Werbeanzeige der Vereinigten Veltener Ofenfabriken von 1912

Von 1905 über 1910 bis 1912 sank die Ofenproduktion von 100.000 über 67.500 auf 52.500 Stück. Daran änderte auch nichts der Zusammenschluss von 33 Veltener Ofenfabriken zur Vereinigten Ofenfabriken GmbH. Dadurch sollte gegenseitige Konkurrenz ausgeschlossen und höhere Preise erzielt werden. Auch der neu gebaute Hafen, der über den Veltener Stichkanal eine gute Wasseranbindung an den Hauptabsatzmarkt Berlin bot, konnte nicht verhindern, dass 1913 eine schwere Krise eintrat, in deren Folge mehrere Ofenfabriken schließen mussten.
Im Jahre 1917 legte man infolge des Ersten Weltkrieges die gesamte Ofenindustrie in Velten still, zog die Belegschaft zum Militär ein oder ließ sie in den Heereswerkstätten in Spandau arbeiten.
Nach dem Ersten Weltkrieg nahmen 25 Ofenfabriken die Produktion wieder auf. Der Richard Blumenfeld AG gelang es, nach und nach mehrere Konkurrenten zu übernehmen, bis sie 1925 das größte Unternehmen im Ort war.
Die Steingutfabriken Velten-Vordamm gehörten zu den bekanntesten Unternehmen. Der der 1913 neu errichtete Betriebsteil Velten sollte Wandplatten herstellen. Nach dem Krieg wurde nunmehr Kunst-, Bau- und Gebrauchskeramik hergestellt. In Velten-Vordamm arbeiteten bekannte Bauhauskeramiker wie Theodor Bogler und Werner Burri sowie im Bereich Baukeramik Thoma Grote und Charles Crodel. Auch Keramikerinnen wie Charlotte Hartmann, Else Dörr, Luise Harkort, Margerete Heymann und Hedwig Bollhagen hinterließen hier ihre Spuren. Dieses im ersten Drittel des 20. Jahrhunderts erfolgreiche Unternehmen musste infolge der Auswirkungen der Weltwirtschaftskrise 1931 Insolvenz anmelden.
Anfang der 1930er-Jahre gab es in Velten noch 15 Ofenfabriken, von denen 5 zur Richard Blumenfeld AG gehörten. Insgesamt waren noch 570 Menschen in den Ofenfabriken beschäftigt. Die zunehmende billigere Konkurrenz aus dem Ausland und die neu aufkommende Zentralheizung machten den Ofenfabriken schwer zu schaffen.

## Zeit des Nationalsozialismus

Aktie über 100 RM der Veltag vom 9. Juli 1938

In der Zeit des Nationalsozialismus drängte man den jüdischen Unternehmer Richard Blumenfeld als Vorsitzenden der Aktiengesellschaft aus dem Amt und benannte die Fabrik in Veltag, Veltener Ofen- und Keramik AG um. Trotz alledem feierte man 1935 das hundertjährige Jubiläum der Veltener Ofenkachelindustrie. Die inzwischen 9000 Einwohner zählende Gemeinde erhielt in diesem Jahr auch das Stadtrecht. Auf dem neuen Stadtwappen erschien erstmals der grüne Kachelofen und der Schriftzug Heimat des Kachelofens war am Ortseingangsschild angebracht.
Zu Beginn des Zweiten Weltkrieges war die Veltag als kriegswichtiger Betrieb eingestuft. Trotzdem verringerte sich die Belegschaft und die Zahl der Facharbeiter nahm ab. Eine Folge daraus war, dass die Qualität sank und die Lieferzeit zwei bis vier Monate, später noch mehr, betrug. Bei der Veltag wurden 1944 auch Zwangsarbeiter aus der Sowjetunion eingesetzt.

## Sowjetische Besatzungszone und DDR
Nach dem Krieg nahmen die Ofenfabriken, trotz teilweiser Demontage durch die sowjetischen Behörden ihre Produktion wieder auf. Doch schon am 1. Januar 1947 wurde die Veltag enteignet, dem VEB Steine-Erden zugeteilt und später in VVB Glas-Keramik Werk Kachelfabrik Veltak umbenannt. Einige andere Ofenfabriken wurden unter dem VEB Ofenkacheln und Keramik zusammengefasst.
Die DDR hatte 1968 einen Kachelofenanteil von 84 %. Dementsprechend investierte der Staat 1961 in die Veltak, in der täglich 325 Arbeiter im Schichtdienst 60 Tonnen Kachelware herstellten. Damit war sie das größte Kachelwerk in Europa. Besondere Anfertigungen gingen gegen Devisen in den Export nach Österreich, Schweden oder Kanada.

## Wendezeit
Die Veltak musste wenige Jahre nach der Wende ihre Produktion einstellen. Heute existiert in Velten nur noch die Schmidt, Lehmann & Co. GmbH in der Wilhelmstraße 32, die Ofenkacheln und Baukeramik herstellt. In den zwei obersten Etagen ist das Ofen- und Keramikmuseum Velten untergebracht. Die Stadt Velten nennt sich heute offiziell Ofenstadt.
Heute existiert in Velten nur eine Keramik produzierende Fabrik, die Firma B.O.S. Keramik in den Räumen der früheren Ofenfabrik Karl Sensse.

## Spuren der Vergangenheit
In Velten gibt es noch viele Gebäude, deren Nutzen ursprünglich mit der Tonwarenindustrie zu tun hatte. Einige davon sind als Baudenkmal geschützt.
Ehemalige Fabrikantenwohnhäuser
- Breite Straße 73
- Breite Straße 94
- Kremmener Straße 25
- Rote Villa

Ehemalige Arbeiterwohnhäuser
- Verbindungsweg 9

Ehemalige Ofenfabriken
- Ofenfabrik Netzband
- Ofenfabrik Karl Sensse
- Ofenfabrik A. Schmidt, Lehmann & Co